# Maltepe Hasan Polat Stadyumu
Maltepe Hasan Polat Stadyumu – stadion piłkarski w Stambule, w Turcji. Został otwarty w 1985 roku, w latach 2001–2005 został przebudowany. Może pomieścić 5000 widzów. Swoje spotkania rozgrywają na nim piłkarze klubu Maltepespor. Obiekt nosi imię Hasana Polata, byłego piłkarza i prezydenta tureckiego związku piłkarskiego.
11 listopada 2015 roku na stadionie odbył się towarzyski mecz piłkarskich reprezentacji narodowych Jordanii i Malty (2:0).